# Nhà hát Cải lương Trung ương
Nhà hát Cải lương Trung ương, đúng như tên của nó, chuyên dành cho Bộ môn cải lương, tọa lạc tại Địa chỉ Số 164 Phố Hồng Mai, Phường Quỳnh Lôi, Quận Hai Bà Trưng, Thành phố Hà Nội. Đoàn Cải lương Trung ương được thành lập ở Chiến khu Việt Bắc năm 1951. Cho đến năm 1978, Thành phố Hà Nội cho xây dựng Nhà hát Cải lương Trung ương để nghiên cứu, lưu giữ, biểu diễn, phát triển nghệ thuật Cải lương, đặc biệt là Cải lương theo phong cách miền Bắc. Còn ở miền Nam có Nhà hát Cải lương Trần Hữu Trang, trước là Đoàn Cải lương Nam Bộ, có địa chỉ Số 136 Đường Trần Hưng Đạo, Phường  Phạm Ngũ Lão, Quận 1, Thành phố Hồ Chí Minh.
Nhà hát Cải lương Trung ương ngày nay có 76 nghệ sĩ và nhân viên, thuộc Cục Nghệ thuật Biểu diễn, Bộ Văn hóa, Thể thao và Du lịch.